# Ireneusz Bober
Ireneusz Bober (ur. 6 kwietnia 1957 w Opatowie) – polski filozof, historyk filozofii.

## Życiorys
Absolwent II Liceum Ogólnokształcącego im T. Kościuszki w Sandomierzu. Studia filozoficzne odbył na Uniwersytecie Marii Curie-Skłodowskiej w Lublinie w latach 1976–1980. Tytuł magistra uzyskał w 1980 na podstawie pracy: Wybrane problemy filozofii kultury na Polskich Zjazdach Filozoficznych w okresie międzywojennym. Stopień naukowy doktora nauk humanistycznych w zakresie filozofii uzyskał na Uniwersytecie Marii Curie-Skłodowskiej w 1989 roku na podstawie rozprawy pt. Filozofia kultury Izydory Dąmbskiej, napisanej pod kierunkiem prof. dra hab. Andrzeja Nowickiego. W latach 1982–2008 pracownik naukowy Akademii Świętokrzyskiej w Kielcach, początkowo jako asystent (1982–1989) w Zakładzie Filozofii, a następnie adiunkt (1990–2008) w Zakładzie Historii Filozofii. Członek Polskiego Towarzystwa Filozoficznego; członek Zespołu Redakcyjnego "PHAENOMENA – Zeszyty Naukowe" (w latach 1999–2004); członek Komitetu Okręgowego Olimpiady Filozoficznej PTF w Kielcach (w latach 1994–2008). Zajmuje się badaniami w zakresie historii filozofii polskiej oraz filozofii kultury. Autor monografii (Filozofia kultury Izydory Dąmbskiej, Kielce 1992) oraz ok. 20 artykułów i prac naukowych z zakresu historii filozofii polskiej i filozofii kultury.

## Publikacje
- Monografie
  - Filozofia kultury Izydory Dąmbskiej, Wyd. WSP im. J. Kochanowskiego w Kielcach, Kielce, 1992, ss. 200, zawiera bibliografię prac Izydory Dąmbskiej;

- Artykuły naukowe i recenzje
  - Pojęcie prawa nauki w filozofii Izydory Dąmbskiej, Studia Kieleckie, Tom/Rocznik: 4/44; 1984; s. 77-94;
  - Filozofia kultury Izydory Dąmbskiej, Annales Universitatis Mariae Curie-Skłodowska. Sectio I; Vol. X,9, 1985, s. 115-130;
  - (Rec.) Jean Delumeau, Strach w kulturze Zachodu, Studia Kieleckie, 4/60, 1988, s. 75-78;
  - Wokół sporów o filozofię w Polsce międzywojennej, Edukacja Filozoficzna, Vol. 6, 1988, s. 23-42;
  - Witwicki i Dąmbska, Euhemer – Przegląd Religioznawczy, 1 (151), 1989, s. 127-141;
  - Nowa książka o szkole lwowsko-warszawskiej, [Rec.; Polska filozofia analityczna. Analiza logiczna i semiotyczna w szkole lwowsko-warszawskiej (pod red M. Hempolińskiego). Wrocław, Ossolineum, 1987, 296 s.], Edukacja Filozoficzna, Vol. 7, 1989, s. 371-380;
  - Sergiusza Hessena próba przezwyciężenia relatywizmu w naukach o kulturze, (w:) Z problematyki filozoficznej i ekonomicznej współczesności, Kielce, 1990, s. 7-33;
  - O niektórych poglądach Izydory Dąmbskiej z zakresu epistemologii i teorii nauki, Edukacja Filozoficzna, Vol. 11, 1991, Warszawa, s. 23-37;
  - Ewolucja postaw wobec śmierci a zagadnienie kształtowania się kultury w ujęciu Izydory Dąmbskiej, Studia Kieleckie, Tom/Rocznik: 1/73, 1992, Kielce, s. 31-45, streszcz. w jęz. angielskim;
  - Polskie zjazdy filozoficzne w okresie międzywojennym, Phaenomena, Tom/Rocznik: I, 1995, Kielce, s. 143-157;
  - Izydora Dąmbska wobec zagadnień kultury świeckiej, Phaenomena, Tom/Rocznik: VI, 1997, Kielce, s. 19-25;
  - Recepcja antyku w twórczości Izydory Dąmbskiej (1904-1983), Heksis. Kwartalnik Naukowo-Dydaktyczny, Warszawa, Tom/Rocznik: 3-4, 1999 (druk 2000), s. 80-101;
  - O niektórych poglądach Izydory Dąmbskiej z zakresu etyki, (w:) Filozofia w szkole. Współczesne dylematy i wyzwania etyczne, Tom VI/2005, Wydawnictwo Phaenomena, s. 145-150;
  - Koncepcja kultury w pracach Bogdana Suchodolskiego z okresu międzywojennego, (w:) Phaenomena, Tom/Rocznik: X, 2005, s. 25-46.